# Hilary Henkin
Hilary Beth Henkin, född den 19 november 1952 i New Orleans, är en amerikansk manusförfattare och filmproducent. Hon växte upp i Memphis, Tennessee och i New York och studerade senare vid Université de Lausanne i Lausanne, Schweiz. Hennes första jobb som manusförfattare var för filmen Headin' for Broadway (1980) och under 1980-talet skrev hon även manus till filmerna Prisoners (1981), Fatal Beauty (1987) och Road House (1989). 1993 skrev Henkin både manus och producerade Romeo Is Bleeding, men det var först 1997 som hennes stora genombrott kom i och med att hon skrev manus till Wag the Dog. Henkin hade även varit med och skrivit ett första utkast till V för Vendetta i början av 1990-talet, men detta manus användes aldrig och i slutprodukten från 2005 uppmärksammades hennes arbete inte.